# 五大汎用樹脂
五大汎用樹脂（ごだいはんようじゅし）は、熱可塑性合成樹脂のうち、 価格が安く性能が比較的低い、そのために生産量が多い主な5つの種類をまとめた呼称としてよく用いられる。しかしながら、どの合成樹脂が「五」に当てはまるかについて明確に定義されておらず、エンジニアリングプラスチックではない汎用合成樹脂という定義とも整合性に欠き、しばしば混乱を招いてしまっている。

## 概要
モノの値段は、希少価値やブランドバリューなど特殊な要因を除けば、一般にその性能とほぼ相関する。工業製品である合成樹脂ではそれは顕著で、代表的な性能である耐熱性が高ければ価格もまた高い傾向にある。逆に、耐熱性が低い合成樹脂は安価であり需要量も多い。この、後者に当たる汎用性の高い合成樹脂を指して「五大汎用樹脂」と慣用的に呼ばれる。
ただし、なぜ「五大」となっているのかは定かではない。例として矢野経済研究所が汎用樹脂の市場動向調査を纏めた書籍『五大汎用樹脂市場の動向と展望』では、それぞれの合成樹脂を個別に解説する編が第四編までしか無い。

## 五大汎用樹脂の種類
五大汎用樹脂の基準は、前出の「安価」「大量需要、大量供給」「高性能ではない」が挙げられ、また熱硬化性樹脂や合成ゴム、ラテックスやエマルジョンなどは除外されている。何を以って高性能ではないと規定するかは意見が分かれるが、通常は耐熱性の指標である荷重たわみ温度が用いられ、100℃以下のものを汎用樹脂と捉えている。その上で、アクリル樹脂は光線透過率の高さが高性能に当たるとみなされ外されている。
このような判断基準を元に、五大汎用樹脂とは主に、ポリエチレン (PE)、ポリプロピレン (PP)、ポリスチレン (PS)、ポリ塩化ビニル (PVC) の4つを言う。そして5つ目については諸説がある。例えば、
- ポリエチレンを低密度ポリエチレン (LDPE) と高密度ポリエチレン (HDPE) の2つに分けてそれぞれカウントする。
- ABS樹脂 (ABS) を加える。
- ポリエステルの一種ポリエチレンテレフタラート (PET) を加える。

などがある。

## その他の汎用樹脂分類
汎用的に用いられる合成樹脂の呼称としては、他にも「三大汎用樹脂」という例もある。これは、PPを除外しPE・PS・PVCの三種類だけを言う例や、PEとPPを纏めてポリオレフィンとしPSとPVCで「三大」と定めている例もある。
シンプルにPE・PP・PS・PVCを「四大汎用樹脂」を呼称すれば事足りると思われ、実際に一部では用いられている。しかしながら、経済産業省が作成した資料でさえ、前出の分類に順じたものもあれば、LDPE・HDPE・PP・PSと定めたものもあり、混沌としている。
ポリアミドなど、耐熱性にすぐれたプラスチックはエンジニアリングプラスチック（エンプラ、汎用エンプラ）と呼ばれ区別される。